# Because of You
Because of You (Kvůli tobě) je v pořadí čtvrtý singl z alba Breakaway americké pop rockové zpěvačky Kelly Clarkson.

## Vznik písně
Because of You napsala Clarkson společně s Benem Moodym a Davidem Hodgesem. Píseň je jednou z nejosobnějších jakou Clarkson kdy napsala, původní text vznikl, když ji bylo šestnáct a odvíjel se od její emocionální bolesti, kterou tehdy prožívala. Svůj smutek se snažila řešit skrze Boha, kdy mu vyznávala i svou úctu. Tehdy ještě netušila, že píseň se stane celosvětovým hitem.
O pár let později tuto píseň upravila za pomoci Hodgese a Moodyho. Chtěla vědět jestli tato píseň je dobrá pro její tehdy připravované album Breakaway, jim se ale text moc nezamlouval, proto jej s její pomoci přepsali. V této emocionální autobiografické hymně Clarkson zpívá o problémech v rodině.

## Videoklip
Stejně jako videoklip k písni Behind These Hazel Eyes, rozhodla se Clarkson tak trochu léčit své bolístky, režisérské taktovky se uchopil světově známý Vadim Perelman.
Děj videoklipu je podle skutečné události, máme tak možnost nahlédnout do problémového dětství Clarkson. Než bylo video vytvořeno, musela Clarkson získat svolení rodičů k natočení autobiografických scén.
Videoklip začíná odpolední scénou kdy Clarkson se svým manželem mají hádku, ten v afektu uchopí rodinnou fotografii a chce ji rozbít v tom se zmrazí čas a jediný, kdo se může hýbat je Kelly Clarkson. Koukne se přes práh a vidí sebe samou jako malou holčičku.
Ruku v ruce prochází spolu bolestivé momenty jejího dětství, vidí jak její otec vyvolal hádku u večeře, vidí matku jak bere prášky na uklidnění a opět otce, který se jí vůbec nevěnuje a ignoruje ji.
Bod zlomu nastává, kdy se rodiče pohádají a otec se sebere a opustí rodinu. Naplněna vzpomínkami z dětství se vrátí do chvíle, kdy se její manžel pokoušel rozbít fotografii, vezme mu ji a udobří se.

## Umístění ve světě
| Hitparáda      | Umístění |
| -------------- | -------- |
| Česko          | 13       |
| USA            | 7        |
| Austrálie      | 4        |
| Rakousko       | 3        |
| Belgie         | 5        |
| Kanada         | 2        |
| Nizozemsko     | 1        |
| Evropa         | 1        |
| Francie        | 13       |
| Německo        | 4        |
| Irsko          | 5        |
| Izrael         | 1        |
| Indonésie      | 1        |
| Mexiko         | 1        |
| Švýcarsko      | 1        |
| Velká Británie | 7        |

## Cover verze s Rebou McEntire
V roce 2007 Kelly Clarkson natočila country verzi této písně jako duet s Rebou McEntire. Za to získala nominaci na Grammy Award za Nejlepší country duet. Píseň se nachází na alba Reby McEntire Reba: Duets.
V americké hitparádě píseň skončila na 50. místě, v kanadské hitparádě na 36. místě a v americké country hitparádě na 2.
Videoklip zachycuje Clarkson i McEntire jako zpěvačky v 30. letech 20. století.